# Rogassa
Rogassa (em árabe: روقاصة) é um município localizado na província de El Bayadh, Argélia. Segundo o censo de 2008, a população total da cidade era de 7 492 habitantes.